# Apprentissage implicite
 (janvier 2021).
 (janvier 2021).
La mise en forme du texte ne suit pas les recommandations de Wikipédia : il faut le « wikifier ».
Les points d'amélioration suivants sont les cas les plus fréquents. Le détail des points à revoir est peut-être précisé sur la page de discussion.
- Les titres sont pré-formatés par le logiciel. Ils ne sont ni en capitales, ni en gras.
- Le texte ne doit pas être écrit en capitales (les noms de famille non plus), ni en gras, ni en italique, ni en « petit »…
- Le gras n'est utilisé que pour surligner le titre de l'article dans l'introduction, une seule fois.
- L'italique est rarement utilisé : mots en langue étrangère, titres d'œuvres, noms de bateaux, etc.
- Les citations ne sont pas en italique mais en corps de texte normal. Elles sont entourées par des guillemets français : « et ».
- Les listes à puces sont à éviter, des paragraphes rédigés étant largement préférés. Les tableaux sont à réserver à la présentation de données structurées (résultats, etc.).
- Les appels de note de bas de page (petits chiffres en exposant, introduits par l'outil «  Source ») sont à placer entre la fin de phrase et le point final[comme ça].
- Les liens internes (vers d'autres articles de Wikipédia) sont à choisir avec parcimonie. Créez des liens vers des articles approfondissant le sujet. Les termes génériques sans rapport avec le sujet sont à éviter, ainsi que les répétitions de liens vers un même terme.
- Les liens externes sont à placer uniquement dans une section « Liens externes », à la fin de l'article. Ces liens sont à choisir avec parcimonie suivant les règles définies. Si un lien sert de source à l'article, son insertion dans le texte est à faire par les notes de bas de page.
- La présentation des références doit suivre les conventions bibliographiques. Il est recommandé d'utiliser les modèles {{Ouvrage}}, {{Chapitre}}, {{Article}}, {{Lien web}} et/ou {{Bibliographie}}. Le mode d'édition visuel peut mettre en forme automatiquement les références.
- Insérer une infobox (cadre d'informations à droite) n'est pas obligatoire pour parachever la mise en page.

Pour une aide détaillée, merci de consulter Aide:Wikification.
Si vous pensez que ces points ont été résolus, vous pouvez retirer ce bandeau et améliorer la mise en forme d'un autre article.
L'apprentissage implicite est l'apprentissage d'informations complexes de manière non intentionnelle, sans conscience de ce qui a été appris. Selon Frensch et Rünger (2003), la définition générale de l'apprentissage implicite est encore sujette à controverse, bien que le sujet ait connu des développements importants depuis les années 1960. L'apprentissage implicite peut nécessiter une quantité minimale d'attention et peut dépendre de mécanismes attentionnels et de mémoire de travail. 
Des exemples tirés de la vie quotidienne, comme apprendre à faire du vélo ou à nager, sont cités pour démontrer la nature de l'apprentissage implicite et son mécanisme. Il a été affirmé que l'apprentissage implicite se distingue de l'apprentissage explicite par l'absence de connaissances accessibles consciemment. Les faits démontrent une distinction claire entre l'apprentissage implicite et l'apprentissage explicite ; par exemple, les recherches sur l'amnésie montrent souvent que l'apprentissage implicite est intact, mais que l'apprentissage explicite est altéré. Une autre différence est que les zones du cerveau impliquées dans la mémoire de travail et l'attention sont habituellement plus actives pendant l'apprentissage explicite qu'implicite.

## Rôles de l'attention et de l'intention
L'apprentissage et la mémoire sont liés, car l'apprentissage est la première étape du processus de mémoire qu'on appelle l'encodage. En psychologie cognitive on considère que la façon dont une information est encodée peut fortement influencer l'accès ultérieur à cette information. De nombreux facteurs influencent l'encodage comme par exemple : l'attention, la volonté de mémorisation (intention), la répétition et la profondeur de traitement. Le facteur de l'intention va donner lieu à deux formes d'encodage : l'encodage incident aussi appelé apprentissage implicite et l'encodage intentionnel, soit l'apprentissage explicite. La profondeur de traitement est un facteur déterminant concernant le type d'encodage, elle est directement en lien avec l'intention.
Concernant l'attention et l'intention, Pacton et Perruchet (2004) soulignent l'importance de les distinguer. Cette distinction constitue une des caractéristiques permettant de différencier les deux apprentissages, implicite ou explicite.  

## Différents types d'apprentissages implicites et points communs
Selon Bernard Lété, l'apprentissage implicite est la capacité d'apprentissage sans conscience. Nous acquérons de nouvelles connaissances sans avoir l'intention de le faire et sans qu'il nous soit possible de les exprimer verbalement. Voici quelques exemples d'apprentissage implicite : stéréotypes, normes sociales, connaissances sur le monde, comportements moteurs, musiques tonales, l'apprentissage statistique de l'écrit. Les chercheurs ont mis en évidence des points communs à ces apprentissages implicites. Premièrement, ce sont des situations gouvernées par des règles complexes, également on ne possède pas d'information sur ce qui constitue une erreur et enfin il nous est difficile d'expliquer comment ces connaissances ont été acquises. 
L'apprentissage statistique de l'écrit est un type particulier d'apprentissage implicite étudié par de nombreux chercheurs, notamment Bernard Lété qui le définit comme un apprentissage non renseigné, pour lequel on considère que l'apprenant s'ajuste aux régularités statistiques des évènements linguistiques (Ex : répétition, fréquence de mot) auxquels il est confronté grâce à des processus associatifs élémentaires. Pour donner un exemple, il fait état de l'étude de Pacton, Fayol et Perruchet (2002) avec des enfants et des jeunes adultes francophones. Ils présentaient une suite de syllabe à l'oral "Byvelo" en leur demandant de l'écrire de la façon la plus naturelle. Les résultats ont révélé que le son /vo/ était en général plus transcrit en "veau". 

### Régularité statistique
Une étude de Kermiloff et Smith (1979) démontre plus précisément ce qu'est l'apprentissage implicite : 
Avant-propos des auteurs : En français, il n'existe pas de règle pour catégoriser le genre des noms, mais certaines terminaisons sont associées à un genre en particulier. Dans cette étude, il est question de la terminaison "ment" qui est associée à 99 % au genre masculin. Les auteurs vont présenter deux figurines identiques à des enfants, qu'elles présentent comme des "maudiments" (mots fictifs). Il est à souligner que durant la présentation, les auteurs ne précisent pas de pronom personnel devant le mot "maudiment". La tâche demandée aux enfants est d'utiliser ce mot pour décrire une situation, une histoire concernant les deux figurines. Les résultats montrent que dès trois ans, les enfants sont sensibles à la régularité des marques du genre en français. Une grande majorité des enfants ont utilisé le pronom personnel "le" pour désigner le mot "maudiment". On parle d'apprentissage implicite, car dès trois ans, les enfants ont la connaissance que "ment" est plutôt associé au genre masculin, alors que ce n'est pas une règle de français qu'on aurait pu leur enseigner.

### Caractéristiques de l'apprentissage implicite
Selon les auteurs et les études scientifiques menées au fil des années, on peut donner quelques caractéristiques à l'apprentissage implicite pour le décrire. Il est inaccessible à la conscience, les informations résultant d'un encodage incident sont stockées de manière non supervisée, il résiste à l'oubli, l'attention portée au matériel est essentielle, il reste robuste même pour les patients amnésiques. 
Pour démontrer ce dernier point, on peut se référer à l'étude de Moussard, Bigand, Clément, Samson, (2009) "Préservation des apprentissages implicites en musique dans le vieillissement normal et la maladie d'Alzheimer". Les patients devaient effectuer deux tâches d'apprentissage implicite (Catégorisation et segmentation de flux) ainsi qu'une tâche d'apprentissage explicite. Il y avait 5 groupes pour un total de 40 patients. Le premier groupe est constitué de 15 étudiants (M.A = 20 ans), le second groupe est constitué de 9 personnes âgées en vieillissement normal de 80 à 86 ans, le troisième groupe est constitué de 8 personnes âgées en vieillissement normal de 90 à 96 ans, le quatrième groupe est composé de 5 personnes âgées atteint de maladie d'Alzheimer avec un stade léger (M.A = 81 ans) et le dernier groupe composé de 7 personnes âgées atteint de la maladie d'Alzheimer avec un  stade modéré (M.A = 84 ans). Les résultats démontrent que concernant les tâches d'apprentissage implicite, il n'y a aucune différence significative entre les groupes. En revanche, pour la tâche d'apprentissage explicite, le groupe 3 et le groupe 5 ont connu de grandes difficultés. De plus, on observe que le groupe 1 a des performances plus élevées que les autres groupes. Les auteurs concluent donc que les apprentissages implicites résistent aux pathologies, à l'amnésie, mais aussi au vieillissement normal. 
Il y a un consensus autre les auteurs pour définir l'apprentissage implicite comme un apprentissage sans conscience. Dans l'article « L'apprentissage implicite : un débat théorique » de Perruchet et Nicolas (1998), les auteurs différencient l'apprentissage implicite de l'apprentissage explicite par son aspect non conscient. Cleermans et al. (1998) le définiront comme un apprentissage sans conscience. 

#### Problématiques
En partant de cet aspect de non-conscience, on relève certaines problématiques. On a des difficultés à définir précisément ce qu'est la conscience, et étant donné que l'apprentissage implicite est lié à cette notion, les auteurs ont des difficultés pour définir clairement ce qu'est l'apprentissage implicite. Egalement, l'apprentissage implicite peut être décrit de plusieurs manières selon qu'on se concentre sur les processus de stockage des informations, sur les processus de récupération des informations ou sur les processus d'exploration . Mais en psychologie cognitive, on considère globalement un apprentissage implicite comme ne requérant pas de récupération consciente ou intentionnelle de l'information. 

#### Positions théoriques
Il existe quatre grandes positions pour expliquer la nature de l'apprentissage implicite.
La position abstractionniste qui est issue de la psychologie cognitive classique. Elle est défendue par Reber (1967). C'est l'idée que le participant apprend implicitement les règles qui structurent le matériel. Cette conception explique les phénomènes de transferts et de généralisations. Dans sa thèse, Arnaud Witt précise que face à un matériel structuré, mais dont les règles sont trop complexes pour être découvertes par la mise en œuvre de stratégies conscientes, les sujets pourraient extraire ces règles de manière inconsciente lors d’une exposition répétée aux régularités de l’environnement.
La position exemplariste est proposée par Brooks (1978) qui s'oppose à la position de Reber. Il n’y aurait pas d’abstraction de la règle, mais la mémorisation d’items entiers .
La position fragmentariste est portée par Perruchet (1994) qui s’oppose à l’idée de mémorisation d’items entiers et d’autant plus à l’idée d’abstraction de règles, et propose que le sujet mémorise uniquement des fragments d'items, appelés « chunks »,. Ces chunks, sous forme de bigrammes ou trigrammes, suffisent à contenir toutes les règles grammaticales. 
L'apprentissage associatif est ensuite proposé par Perruchet et Vinter (1998, 2002). Le sujet segmenterait le matériel en petites unités composées d’éléments primitifs, ceci sur la base de perceptions et représentations conscientes, qui seraient dues à des traitements non intentionnels et automatiques.

## Comparaisons entre apprentissage implicite et explicite
| Implicite                                                                        | explicite |
| -------------------------------------------------------------------------------- | --- |
| Nécessite de l'attention                                                         | Nécessite de l'intention                                                                                       |
| Résiste au vieillissement normal                                                 | Certains auteurs ont décelé des déficits dans les tâches explicites avec des patients en vieillissement normal |
| Reste robuste même chez les patients atteints d'amnésie.                         | Sensible aux troubles neuropsychologiques                                                                      |
| Le sommeil n'a pas ou peu d'influence                                            | Le sommeil a une forte influence sur les apprentissages explicites                                             |
| Connaissances et apprentissages incidents                                        | Connaissances et apprentissages provoqués                                                                      |
| Sans conscience                                                                  | Avec conscience                                                                                                |
| Moins accessible verbalement donc moins manipulable .                            | Plus accessible donc plus facilement manipulable en situation .                                                |
| Processus automatique qui donnerait lieu à des capacités "illimitées" et stables | Processus contrôlé qui donnerait lieu à des capacités limitées et flexibles                                    |